# Blood Red
Blood Red is een Amerikaanse film uit 1989 geregisseerd door Peter Masterson. De hoofdrollen worden vertolkt door Eric Roberts en Giancarlo Giannini.

## Verhaal
Een Siciliaanse familie emigreert in 1890 naar de Verenigde Staten en teelt wijn in Californië. Maar er is een Ierse landeigenaar die hun grond wil kopen om er een station te bouwen.

## Rolverdeling
| Acteur             | Personage                 |
| ------------------ | ------------------------- |
| Eric Roberts       | Marco Collogero           |
| Giancarlo Giannini | Sebastian Collogero       |
| Dennis Hopper      | William Bradford Berrigan |
| Burt Young         | Andrews                   |
| Carlin Glynn       | Mej. Jeffreys             |
| Lara Harris        | Angelica Segestra         |
| Joseph Runningfox  | Samuel Joseph             |
| Al Ruscio          | Antonio Segestra          |
| Michael Madsen     | Enzio                     |
| Elias Koteas       | Silvio                    |
| Sergio Calderón    | Perez                     |

## Trivia
- Blood Red werd gefilmd in 1986 maar kwam pas in 1989 uit.
- Julia Roberts speelt een kleine rol in de film, dankzij haar broer (Eric Roberts) die de hoofdrol had.